# Aethes shakibai
Aethes shakibai ist ein Schmetterling aus der Familie der Wickler (Tortricidae). Die Art wurde 2004 anhand von 2001 aufgesammelten Material erstbeschrieben. Innerhalb der Gattung Aethes steht sie recht isoliert. Die Art wurde nach Ing. Mahmood Shakiba, in Gorgan, Iran benannt.

## Merkmale
Die Imago hat eine Vorderflügellänge von 4,5 bis 4,8 Millimeter. Die Flügelspannweite beträgt 9,9 bis 10,6 Millimeter. Die Weibchen sind dabei leicht größer als die Männchen. Die Labialpalpen sind rostfarben, das Mittelglied ist breit und hell cremefarben, das Endglied ist sehr kurz. Die Fühler sind braun und beim Männchen leicht bewimpert. Kopf, Thorax und Tegulae sind von rostbrauner Farbe mit variabler cremiger Sprenkelung. Besonders der Kopf des Weibchens und die distalen Teile der Tegulae sind vorwiegend cremig. Das Abdomen ist oben grau, unten weiß bis cremefarben. Die Vorderflügel sind schmal, die Costa schwach konvex. Die Grundfarbe der Vorderflügel ist ockerbraun mit dunkler, rostbrauner Färbung an der Costabasis und mit eben solcher Medianbinde. Die distale Flügelhälfte ist vorwiegend rostbraun gefleckt und gesprenkelt. Es sind mehrere weiß-cremige Costa-Flecken vorhanden. Die Hinterflügel und die Fransen sind silbriggrau. Die Männchen haben weniger oder eher cremefarbene Zeichnungselemente und sind daher dunkler als die Weibchen.

### Männliche Genitalien
Die Socii sind schlank und lang und kaum von der Basis abgesetzt. Die Transtilla ist im mittleren Bereich trapezförmig. Distal verjüngt sie sich mit zwei bis mehreren Dörnchen am Apex. Die Juxta ist halboval, breit und kurz. Das Vinculum besitzt paarige, sklerotisierte Spangen. Die Valva ist basal breit und gegen den Apex hin verjüngt. Der Sacculus hat einen abstehenden und gerundeten Vorsprung. Der Aedoeagus ist breit und eher kurz sowie leicht gebogen. Der Ventralrand ist dabei vorgezogen und hat eine schwach entwickelte Spitze. Der Dorsalteil ist kürzer und gerundet und hat eine schwache apikale Spitze. Die Vesica haben etliche kleine, körnchenartige Skulpturen, jedoch fehlen Cornuti.

### Weibliche Genitalien
Die Papillae anales sind sehr groß und etwas länger als die Apophyses anteriores. Diese sind wieder länger als die Apophyses posteriores. Das Sterigma besitzt im mittleren Bereich eine leicht bestachelte Membran. Das Colliculum ist breit, quadratisch und im mittleren Teil dorsomedial mit einer quadratischen Sklerotisierung. Der Ductus bursae ist kurz und wesentlich schmaler als das Antrum und das Corpus bursae. Er ist daher deutlich abgesetzt. Das Corpus bursae ist oval sackförmig und hat im caudodorsalen Teil eine quer verlaufende bandartige Sklerotisierung. Der mittlere Teil des Corpus bursae ist mit einigen Microtrichia besetzt. Der Ductus seminalis entspringt im caudodorsalen Sklerit.

### Raupen
Die Raupen sowie deren Futterpflanzen sind nicht bekannt.

## Vorkommen
Die Art ist bisher nur von der Typuslokalität bekannt, der Halbinsel Miankaleh am Kaspischen Meer (Nordiran). Potenzielle Habitate befinden sich am Kaspischen Meer und in halophytisch geprägten kontinentalen Biotopen.